# August Raßmann
Friedrich August Ferdinand Reinhard Raßmann (auch Raszmann; * 26. November 1817 in Westuffeln; † 2. September 1891 in Kassel) war ein deutscher evangelischer Theologe und Germanist.

## Leben
August Raßmann studierte in Marburg Theologie, betrieb daneben historische und antiquarische Studien und beabsichtigte, sich in Marburg der akademischen Karriere zu widmen. Da er aber unter den damaligen Verhältnissen in Hessen keine Aussicht hatte, kehrte er zur Theologie zurück, wurde 1859 Pfarrer in Steinbach-Hallenberg und Anfang 1866 nach Holzhausen bei Kassel versetzt. An seinem Erstlingswerk Die deutsche Heldensage und ihre Heimat (2 Bde., Hannover 1857–58) nahm Jacob Grimm warmen Anteil. Außerdem beteiligte sich Raßmann mit zahlreichen Beiträgen (Göttertempel und Götterbilder der Germanen, Götterdämmerung, Gotische Sprache und Litteratur, Greuthungen, Jacob und Wilhelm Grimm, Gudrun u. a.) an der Enzyklopädie von Ersch und Gruber und schrieb Die Niflungasaga und das Nibelungenlied (Heilbronn 1877) u. a.

## Werke
- Die deutsche Heldensage und ihre Heimath, Hannover: Carl Rümpler 1857/1858, 2. Ausgabe 1863,
  - Bd. 1  Die Sage von den Wölsungen und Niflungen in der Edda und Wölsungasaga,  XX + 426 S.
  - Bd. 2  Die Sagen von den Wölsungen und Niflungen, den Wilcinen und König Thidrek von Bern in der Thidrekssaga, XLVI + 704 S.

- Die Niflungasaga und das Nibelungenlied. Ein Beitrag zur Geschichte der deutschen Heldensage, Heilbronn: Gebr. Henninger 1877, 258 S.